# Tubiporella bispinosa
Tubiporella bispinosa is een mosdiertjessoort uit de familie van de Didymosellidae. De wetenschappelijke naam van de soort is voor het eerst geldig gepubliceerd in 2007 door Guha & Gopikrishna.